# Titouan Laporte
Pour les articles homonymes, voir Laporte.
Titouan Laporte, né le 22 décembre 1998, est un acteur de cinéma français.

## Biographie
Comédien depuis l'âge de 7 ans, Titouan a tourné dans de très nombreux films et téléfilms,.
Il a également fait quelques publicités. Pendant plus de 3 ans, il a été le petit garçon qui cherchait ses chocolats dans la pub « Shokobon ».
Depuis 2016, il incarne Thomas, le fils du commandant Léa Soler, jouée par Astrid Veillon et du capitaine Paul Marchal, campé par Stéphane Blancafort dans la série Tandem. Fin 2017, alors qu'il termine le tournage de la saison 2 de Tandem, il tourne également dans le téléfilm Souviens-toi de nous aux côtés d'Aure Atika et Thierry Godard.
C'est naturellement qu'il a été attiré par la technique, plus particulièrement l’image et la réalisation… Il a d'ailleurs reçu le prix du meilleur espoir réalisateur en 2016 lors du festival 48 heures pour faire un film Paris avec son court métrage « le sandwich le plus cher au monde ».
En 2017, il a écrit son premier seul en scène « Titouan Laporte ne la ferme pas !! », qu'il a joué à Paris et en Bretagne. Son deuxième spectacle est en cours d'écriture.

## Filmographie

### Cinéma

#### Longs métrages
- 2006 : Mon meilleur ami de Patrice Leconte : Léonardo (non crédité)
- 2007 : 99 francs de Jan Kounen : enfant gagnant
- 2007 : Détrompez-vous de Bruno Dega et Jeanne Le Guillou : Eliot
- 2007 : La Vie d'artiste de Marc Fitoussi : Sacha
- 2007 : La Saison des orphelins  de David Tarde : Tetard[7]
- 2007 : Pars vite et reviens tard de Regis Wargnier : Victor Danglard
- 2007 : Scorpion de Julien Seri : Milan
- 2008 : Deux jours à tuer de Jean Becker : Vincent, le fils d'Antoine et Cécile
- 2012 : Dead Shadows de David Cholowa : Chris (kid)[8]

#### Courts-métrages
- 2006 : Plaquer (CM, 2006)[9] de Marie-Laure Douce
- 2011 : Easy Change[10]
- 2012 : La ravaudeuse
- 2012 : Seconde[11]

### Télévision

#### Séries télévisées
- 2007 : Paris enquêtes criminelles de Gilles Béat : Arthur Nouvel
- 2007 : Joséphine, ange gardien, épisode Ticket gagnant de Pascal Heylbroeck : le gamin
- 2009 : Beauregard de Jean Louis Lorenzi : Jules
- 2010 : 1788... et demi de Olivier Guignard : Julius
- 2010 : La commanderie de Didier Le Pêcheur : Niot
- 2011 : L'épervier de Stéphane Clavier : Yann de Kermeur, 10 ans
- 2012 : Inquisito de Nicolas Cuche : Guillaume de Tasteville
- 2013 : Les Mystères de l'amour : Diégo
- 2013 : Joséphine, ange gardien, épisode les Anges de Pascal Heylbroeck : Ben
- 2015 : La Famille Millevoies de Fabien Gazanhes : Yanis
- 2016 : Camping Paradis, épisode Mystère au Camping de Grégory Ecale : Charlie
- 2016 : Origines de Nicolas Herdt : Eliot Lefebvre
- 2016- : Tandem : Thomas[12],[13]
- 2017 : Petits secrets entre voisins
- 2019 : Commissaire Magellan, épisode La Nébuleuse d'Orion : Romain
- 2023 : Sam, saison 7, épisode 3 : Bruno Atarian

#### Téléfilms
- 2006 : Djihad! de Felix Olivier
- 2006 : Hé M'sieur! - Des yeux pour entendre de Patrick Volson : Colin
- 2007 : Les zygs, le secret des disparus de Jacques Fansten : Adrien / Badrien
- 2007 : Nous nous sommes tant haïs de Franck Apprederis : Gérard
- 2007 : Un admirateur secret de Christian Bonnet : Léo Fabre
- 2010 : Tempêtes de Dominique Baron, Marc Rivière, Michel Sibra : Jim
- 2018 : Souviens-toi de nous de Lorenzo Gabriele : Félix[14]

### Réalisations
- 2016 : Le sandwich le plus cher du monde primé meilleur espoir réalisation au 48heures pour faire un film Paris

## Spectacles one-man-show

### Titouan Laporte ne la ferme pas!!
Titouan Laporte ne la ferme pas !! est le titre de son premier one-man-show qu'il a écrit et interprété en 2017 à Paris (salle Ze Artist) et en Bretagne dans la salle l'ancre des mots (22430 Erquy),,.